# Playlist: The Very Best of Ricky Martin
Playlist: The Very Best of Ricky Martin es un álbum de grandes éxitos publicado por el sello Legacy Recordings, con una colección de temas en inglés de Ricky Martin. Se lo lanzó el 9 de octubre de 2012 como parte de las series de discos recopilatorios Playlist.
Playlist: The Very Best of Ricky Martin contiene los éxitos en inglés del cantante y dos temas del disco, Life (2005): «Save the Dance» y «Sleep Tight». También incluye «Shine» de Música + alma + sexo (2011) y una versión inglesa de «Más», titulada «Freak of Nature» del cual Ralphi Rosario la remezcló.. Stephen Thomas Erlewine del sitio Allmusic le dio cuatro estrellas de cinco.

## Lista de canciones
| N.º | Título                                                              | Escritor(es)                                           | Producer(s)                               | Duración |  |
| 1.  | «María» (Pablo Flores Spanglish Radio Edit)                         | Luis Gómez Escolar, K. C. Porter, Ian Blake            | Blake, Porter, Javier Garza, Pablo Flores | 4:30     |  |
| 2.  | «The Cup of Life (La Copa de la Vida)» (Remix - English Radio Edit) | Desmond Child, Draco Rosa                              | Child, Rosa                               | 4:36     |  |
| 3.  | «Livin' la Vida Loca»                                               | Child, Rosa                                            | Child, Rosa                               | 4:02     |  |
| 4.  | «She's All I Ever Had»                                              | Jon Secada, Rosa, George Noriega                       | Noriega, Secada, Rosa, Walter Afanasieff  | 4:54     |  |
| 5.  | «Shake Your Bon-Bon»                                                | Child, Rosa, Noriega                                   | Noriega, Rosa                             | 3:10     |  |
| 6.  | «She Bangs» (English Edit)                                          | Child, Afanasieff, Rosa                                | Rosa, Afanasieff, Child                   | 4:03     |  |
| 7.  | «Nobody Wants to Be Lonely» (con Christina Aguilera)                | Child, Victoria Shaw, Gary Burr                        | Afanasieff                                | 4:10     |  |
| 8.  | «Loaded» (Fused - Re-Loaded Mix 03)                                 | Secada, Rosa, Noriega                                  | Emilio Estefan, Noriega, Rosa             | 3:40     |  |
| 9.  | «I Don't Care» (Ralphi & Craig's Club Radio Edit featuring Amerie)  | Joe Cartagena, Scott Storch, Sean Garrett              | Storch, Ralphi Rosario                    | 3:35     |  |
| 10. | «It's Alright» (Radio Edit)                                         | López, George Pajon Jr., Javier García, Soraya Lamilla | will.i.am, López, Pajon, Ricky Martin     | 3:21     |  |
| 11. | «Sleep Tight»                                                       | Martin/Noriega/D. López/Lauren Christy/The Matrix      |                                           | 3:50     |  |
| 12. | «Save the Dance»                                                    | Noriega, López, Billy Mann, Martin                     | Noriega, López, Martin                    | 4:03     |  |
| 13. | «The Best Thing About Me Is You» (con Joss Stone)                   | Child, Martin, Eric Bazilian, Andreas Carlsson         | Child                                     | 3:36     |  |
| 14. | «Shine»                                                             | Child, Martin, Dan Keyes                               | Child                                     | 4:45     |  |
| 15. | «Freak of Nature» (Ralphi Rosario's Big Room Club Vocal Mix)        | Child, Martin, Claudia Brant, Tainy, Ferras Alqaisi    | Child, Rosario                            | 8:09     |  |

- Fuente:[1][4][2][3]